# Antônio Carlos Gomes
Antônio Carlos Gomes, brazilski operni skladatelj, * 11. julij 1836, Campinas, Brazilija, † 16. september 1896, Belém, Brazilija.
Gomes velja za prvega južnoameriškega skladatelja, ki je s svojimi deli doživel uspeh v Evropi.
Razpet je bil med Italijo in Brazilijo. Glasbo je študiral na milanskem konservatoriju, poročil se je z italijansko pianistko Adelino Peri, najpomembnejšo njegovo opero Guarany so krstno izvedli v milanski Scali 19. marca 1870. Nekateri kritiki so ga po izjemnem uspehu opere primerjali celo z Verdijem.

## Opere (izbor)
- Guarany (1870)
- Fosca (1873)
- Salvator Rosa (1874)
- Maria Tudor (1879)
- Kondor (1891)